# Sigerik
Sigerik (- 415) was koning van de Visigoten in 415. Hij kwam aan de macht na de moord op zijn voorganger Athaulf met de steun van invloedrijke edelen. Aangezien Athaulf de broer van Sigerik, Sarus, liet executeren, zwoer deze bloedwraak. Het is niet mogelijk om te bewijzen of Sigerik bij de moord was betrokken.
Sigerik wordt beschouwd als een bloeddorstig en wreed heerser. Hij veroordeelde de zes zonen van Athaulf uit diens eerste huwelijk ter dood en vernederde diens weduwe Galla Placidia, die een lange afstand tussen slaven moest lopen. Hij voerde een anti-Rome-beleid en bereidde een grote veldtocht voor.
Na slechts zeven dagen te hebben geregeerd, werd hij vermoord door aanhangers van Wallia.